# Johann Peter Cornelius d’Alquen
Johann Peter Cornelius d’Alquen (* 17. September 1800 auf Schloss Wasserlos bei Alzenau; † 27. November 1863 in Mülheim am Rhein) war ein deutscher Komponist und Arzt.

## Leben
Johann Peter Cornelius d’Alquen war Doktor der Medizin und Chirurgie und übte diesen Beruf auch aus. Daneben absolvierte er ein musikalisches Studium. 
Neben Sonaten und Symphonien sind vor allem seine Liedvertonungen von Bedeutung. Ein Zeitgenosse und enger Freund, Vincenz von Zuccalmaglio, war einer der bedeutendsten Volksliedersammler seiner Zeit. Johann Peter Cornelius vertonte etliche seiner Textbearbeitungen. So ist vermutlich auch das bekannte Volkslied „Kein schöner Land in dieser Zeit“, dessen Text von Zuccalmaglio stammt, von Johann Peter Cornelius d’Alquen vertont worden. Viele solcher Lieder erschienen damals ohne Nennung des Komponisten, manche von Zuccalmaglios Liedern wurden zu sogenanntem Volksgut, d. h. die Texte und Melodien waren so eingängig, dass sie vom Volk gesungen wurden und werden, ohne dass man weiß, von wem sie stammen.
Am 27. November 1863 starb er als Praktischer Arzt und Sanitätsrat in Mülheim am Rhein, wo er die letzten vierzig Jahre seines Lebens verbracht hatte. Er war der Urgroßvater des NS-Propagandisten und SS-Standartenführers Gunter d’Alquen.

## Werke
- Die Lehen von Sankt Goar, für Männerstimmen (1847), nach Worten von Anton Wilhelm von Zuccalmaglio[1]
- Anton Zuccalmaglio: Kinder-Schaubühne. Illustriert von G. Süs. Mit Musikbeilagen von H. D’Alquen. Meinhold, Dresden 1864 (Digitalisierte Ausgabe der Universitäts- und Landesbibliothek Düsseldorf).